# Hiệu ứng bờ

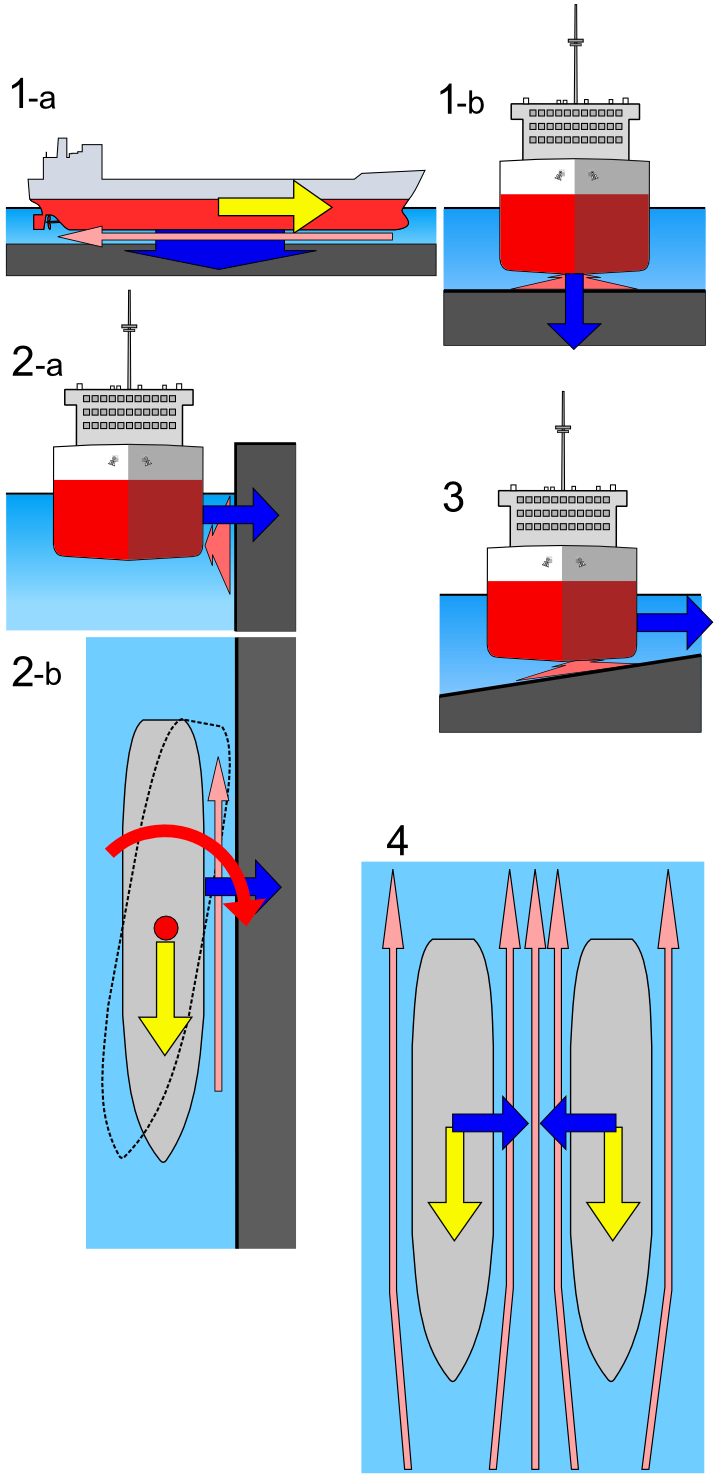

Hiệu ứng bờ đề cập đến xu hướng đuôi tàu hướng về phía bờ gần khi hoạt động trên sông hoặc đường thủy bị hạn chế.
Dòng chảy không đối xứng xung quanh một con tàu gây ra bởi vùng lân cận của các bờ tạo nên sự khác biệt về áp suất (nguyên tắc Bernoulli) giữa các cảng và mạn phải của con tàu. Do đó, một lực lượng bên sẽ tác động lên con tàu, chủ yếu hướng vào phía bờ gần nhất, cũng như một góc euler đẩy cung của con tàu về phía trung tâm của đường thủy. Hiệu ứng squat tăng do tắc nghẽn giảm.
Điều này có thể được nhìn thấy tại video mô tả hiệu ứng bờ cảnh này được thực hiện trong các thử nghiệm mô hình trong bể kéo tại Nghiên cứu thủy lực Flanders
Hiện tượng này phụ thuộc vào nhiều thông số, chẳng hạn như hình dạng của bờ, độ sâu của nước, khoảng cách ngân hàng tàu, tính chất tàu, tốc độ tàu và hành động của chân vịt. Một ước tính đáng tin cậy về các hiệu ứng bờ rất quan trọng để xác định các điều kiện giới hạn trong đó một con tàu có thể điều hướng một cách an toàn trong đường thủy.
Hiện tượng này có một số tên khác nhau, bao gồm hút bờ, đệm bờ, hút đuôi tàu và tương tác bờ - tàu.